# Grand patrimoine de Loire-Atlantique
Grand patrimoine de Loire-Atlantique est un service départemental qui fédère une sélection de sites remarquables dont le département de la Loire-Atlantique est propriétaire. Depuis sa création, en 2014, les sites gérés par le service « Grand patrimoine de Loire-Atlantique » sont au nombre de six : le musée départemental Thomas-Dobrée, le domaine de la Garenne-Lemot, le château de Clisson, le château de Châteaubriant, la chapelle du Vieux-Bourg de Saint-Sulpice-des-Landes, et depuis 2020 l'abbaye Notre-Dame de Blanche-Couronne à La Chapelle-Launay, les cinq derniers étant classés monument historique.

## Création
Le service est fondé en juillet 2014, dans une démarche entamée après les difficultés rencontrées autour des travaux à mener dans le musée Dobrée. Le département mise alors sur la complémentarité des sites qu'il gère. Cette gestion global du patrimoine départemental permet l'organisation d'expositions temporaires des collections conservée au musée Dobrée dans les sites départementaux ou dans les collectivités. Ceci s'accompagne de la création d'une équipe départementale composée de quatre archéologues,,.

## Galerie

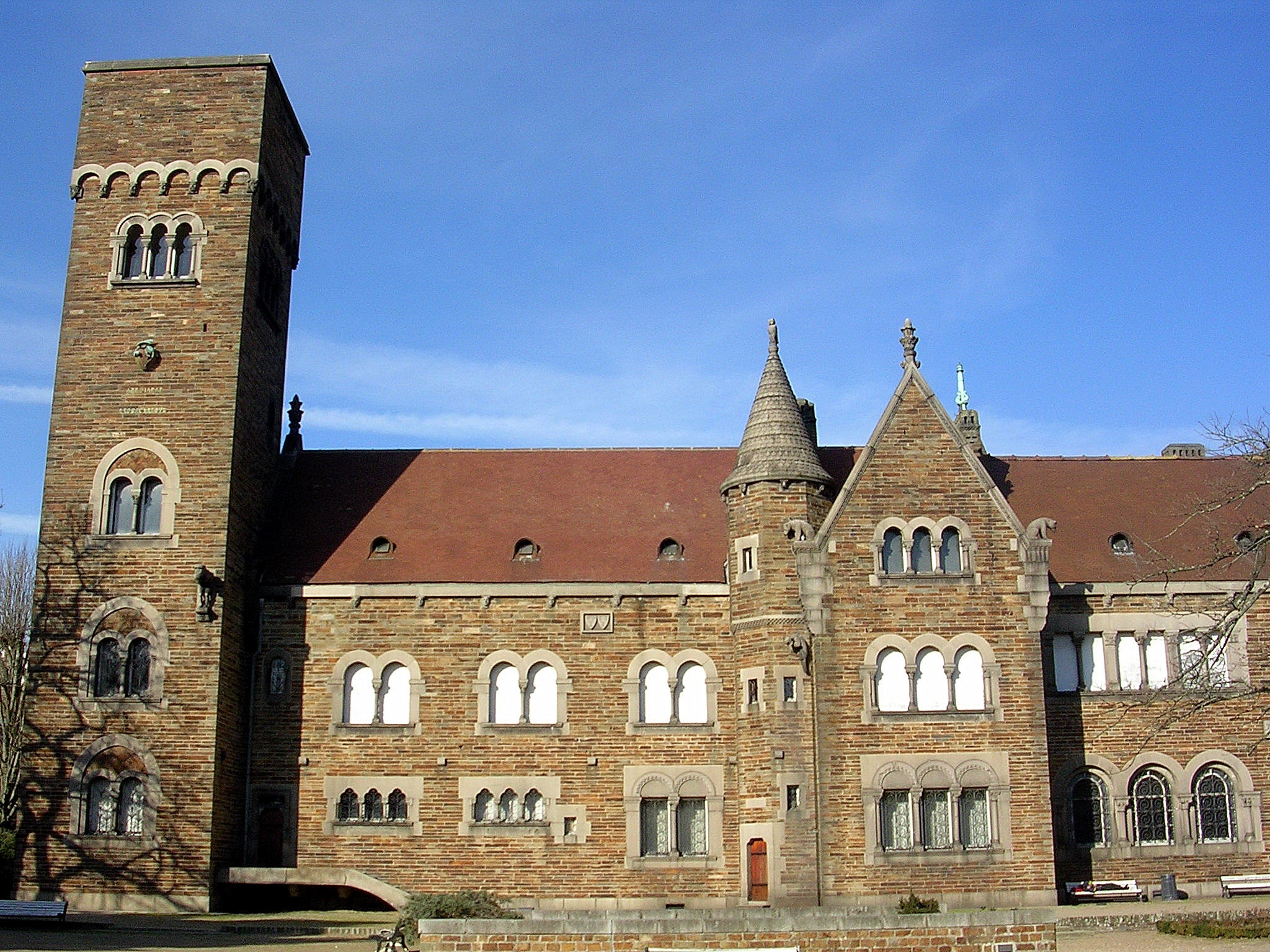
Musée Dobrée.
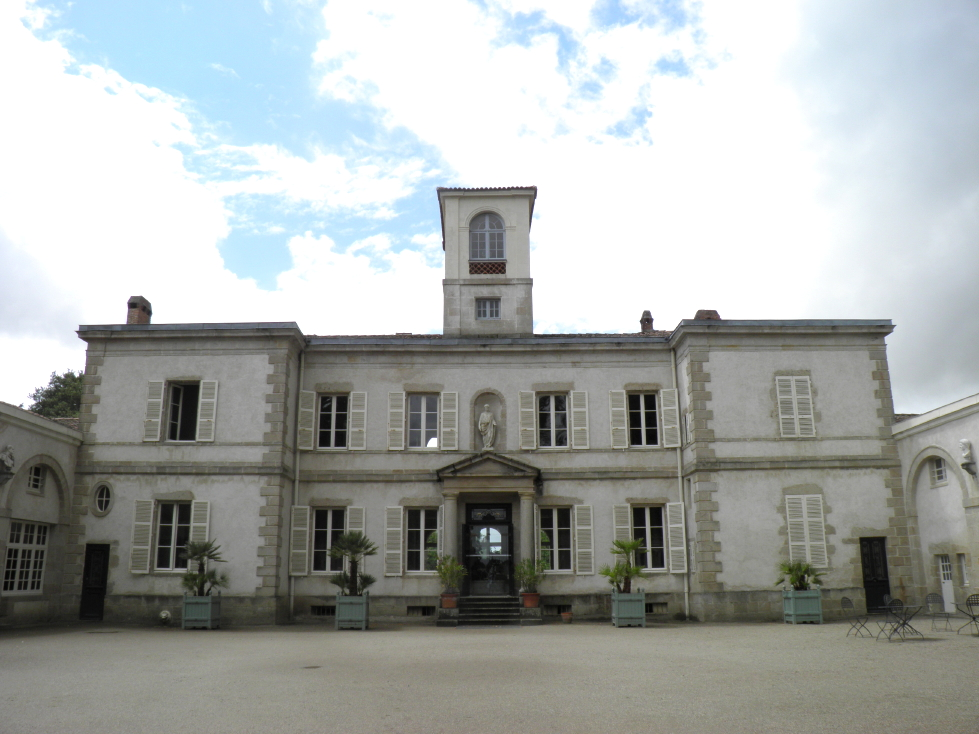
Domaine de la Garenne-Lemot.
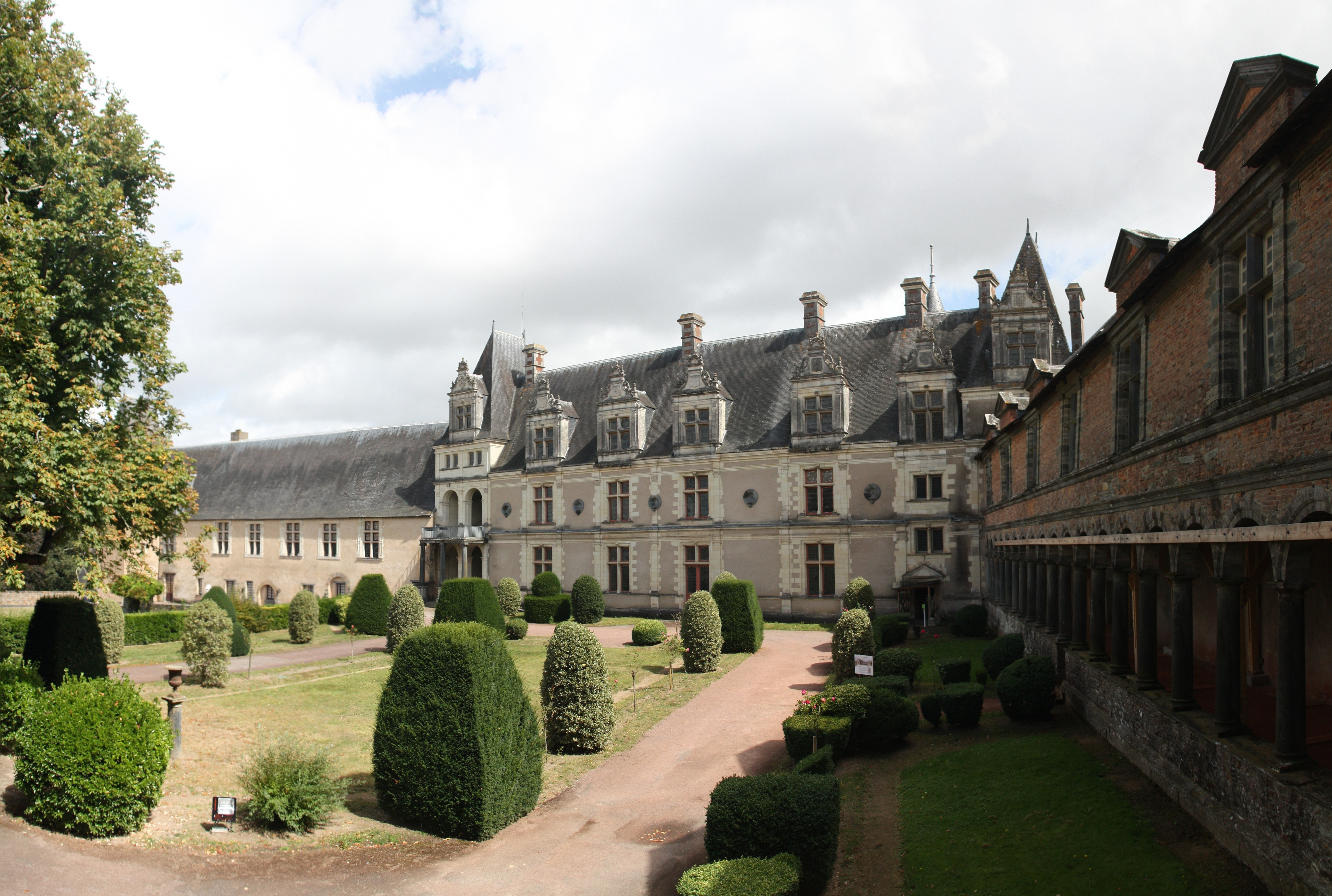
Château de Châteaubriant.
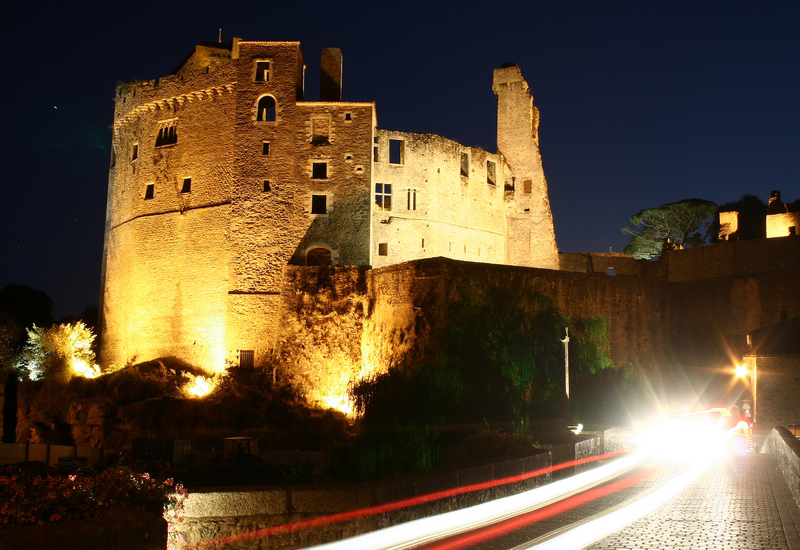
Château de Clisson.
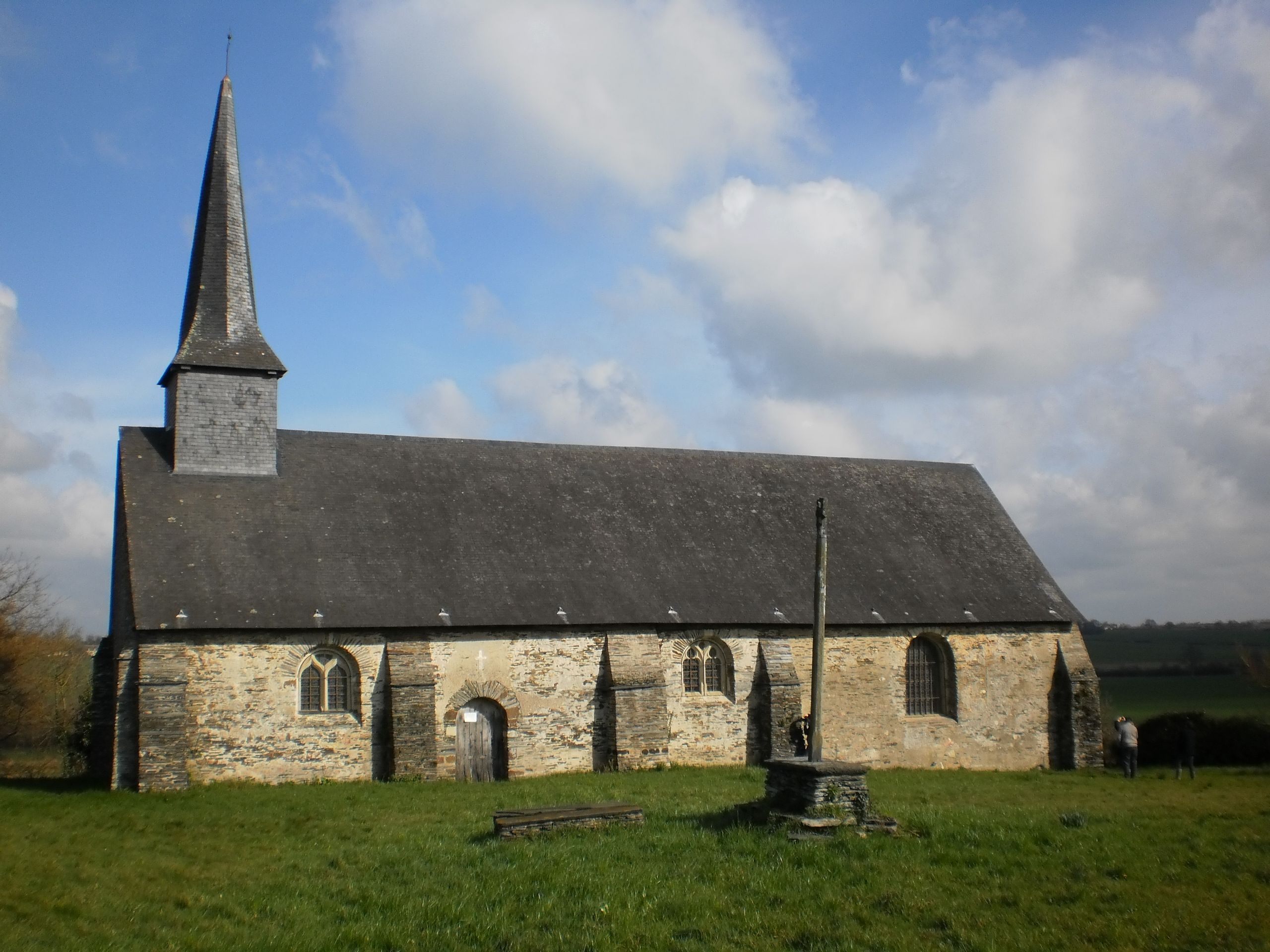
Chapelle du Vieux-Bourg de Saint-Sulpice-des-Landes.